# Pierre Calvé
Pour les articles homonymes, voir Calvé.
 (janvier 2020).
Si vous disposez d'ouvrages ou d'articles de référence ou si vous connaissez des sites web de qualité traitant du thème abordé ici, merci de compléter l'article en donnant les références utiles à sa vérifiabilité et en les liant à la section « Notes et références ».
Pierre Calvé (né en 1939 à Montréal, au Québec) est un auteur-compositeur-interprète québécois.

## Biographie
En 1956, Pierre Calvé s'engage dans la marine marchande et voyage pendant cinq ans. À son retour, en 1961, il entreprend une carrière de chansonnier alors qu'il fait la rencontre de Claude Gauthier dans une boîte à chansons de Bonaventure, en Gaspésie. L'année suivante, il fait une autre rencontre importante : celle de Gilles Vigneault avec qui il écrit la chanson qui deviendra son plus grand succès en carrière, Quand les bateaux s'en vont. Devenu celui que l'on surnomme le chantre de la mer, il parcourt le Québec et se produit un peu partout, puis se rend à Paris en 1966 où il chante à Bobino. Entre-temps, il publie trois albums chez Columbia et se fait connaître avec les chansons Toi, le printemps, Veracruz, Fallait-il que je vous aime et La fête.
Après avoir joué dans le téléroman Rue des Pignons de 1968 à 1970, il revient à la chanson en 1973 et publie l'album Vivre en ce pays... ou ailleurs chez Barclay. Il connaît alors son deuxième plus grand succès avec le titre Vivre en ce pays, chanson qui est reprise l'année suivante par Robert Charlebois qui en fait lui aussi un succès. Artiste nomade, ses chansons parlent souvent de voyages : Aller-retour, St-Pierre et Miquelon, Un pas en Eldorado, Au temps de la moto, Cap-aux-Meules...
Par la suite, Pierre Calvé devient le directeur artistique de la Boîte à chansons de Pierre Calvé, située dans l'hôtel Le Méridien, à Montréal. Il occupe ce poste de 1976 jusqu'à la fermeture de la boîte en 1980. Plusieurs artistes s'y produiront, dont Nicole Martin et Renée Claude notamment.
Plutôt discret dans les années 1980, il refait surface à la fin des années 1990 avec une compilation de ses succès (Les refrains d'abord) ainsi qu'avec le lancement d'un nouvel album intitulé Aquarelles. Dans les années 2000, il retrouve sur scène ses amis Jean-Guy Moreau, Claude Gauthier et Pierre Létourneau pour une série de spectacles, puis il effectue un retour à la chanson en 2015 en publiant un septième album intitulé Tout est vrai.

## Discographie

### Albums
- 1963 : Chansons de ports et de haute mer (Columbia, FL 300/FS 600)
- 1964 : Pierre Calvé volume 2 (Columbia, FL 308/FS 608)
- 1967 : Pierre Calvé volume 3 (Columbia, FL 355/FS 655)
- 1973 : Vivre en ce pays... ou ailleurs (Barclay, 80164)
- 1999 : Aquarelles (Disques Riche Lieu, RIC2-9960)
- 2010 : Il était une fois... la boîte à chansons (Les Productions Garou, GARCD-2711)
- 2015 : Tout est vrai (Pierre Calvé, CALP03)

### Compilations
- 1997 : Les refrains d'abord (Fonovox, VOX 7904-2)
- 2001 : Rétrospective (Disques Mérite, 22-1088)

### Participations à d'autres albums
- 1999 : Entre musique et poésie (VCPV99)
- 1999 : Au temps des boîtes à chansons (Disques Riche Lieu, RIC2-9950)

## Livres
- 1977 : Pierre Calvé, Vivre en ce pays... ou ailleurs (Leméac)
- 1992 : Robert Thérien et Isabelle D’Amours, Dictionnaire de la musique populaire au Québec de 1955 à 1992 (Institut québécois de recherche sur la culture)
- 2004 : Pierre Létourneau et Jean-Guy Moreau, Ces mots qu'on utilise... à tort et à travers (Éditions Lanctôt)
- 2010 : Pierre Calvé, Sur la route (VLB Collection : Chansons et Monologues)